# كولن مارتن
كولن مارتن (بالإنجليزية: Collin Martin)‏ (9 نوفمبر 1994 في الولايات المتحدة - ) هو لاعب كرة قدم أمريكي في مركز الوسط. شارك مع منتخب الولايات المتحدة تحت 20 سنة لكرة القدم. أما مع النوادي، فقد لعب مع دي.سي. يونايتد وريتشموند كيكرز.

## وصلات خارجية
- كولن مارتن على موقع الدوري الأمريكي (الإنجليزية)
- كولن مارتن على موقع قاعدة بيانات كرة القدم.إي يو (الإنجليزية)
- كولن مارتن على موقع ليكيب (الفرنسية)
- كولن مارتن على موقع Soccerway.com (الإنجليزية)
- كولن مارتن على موقع عالم كرة القدم.نت (الإنجليزية)
- كولن مارتن على موقع AS.com (الإسبانية)